# Мазинов, Мансур Мустафаевич
Мансур Мустафаевич Мазинов (1906—1983) — советский военный лётчик, участник Великой Отечественной войн. Первый крымскотатарский летчик.

## Биография
Мансур Мазинов родился в 1906 году в Гурзуфе. Крымский татарин. Его авиационная карьера началась в Симферополе, когда в 1930 году он поступил на первый набор школы пилотов имени ЦИК Крымской АССР. С 1932 года он уже сам учил летать других пилотов, работая инструктором в авиашколах Симферополя, Ульяновска, Саратова.
В Великую Отечественную войну был призван в РККА Симферопольским городским военкоматом. Был пилотом транспортной авиации, служил в 147-м авиаполку 1-й воздушной армии. С февраля 1942 года находился на передовой (Калининский фронт).
В ходе войны осуществлял полёты к партизанам в осаждённый Ленинград. Летал на самолётах Р-5, УТ-2, По-2. Мансур Мазинов был дважды награждён орденами Красного Знамени, Отечественной войны II степени, медалями «За победу над Германией в Великой Отечественной войне 1941—1945 гг.», «За взятие Кёнигсберга».
Закончил войну в звании капитана на посту заместителя командира авиаэскадрильи 142-го транспортного авиационного Истенбургского полка. После окончания войны Мазинов служил в Старобельской школе пилотов, а затем в 1952 году возглавил аэродром в Павлодаре, Казахская ССР, дослужился до майора.